# Grzegorz (village)
Pour les articles homonymes, voir Grzegorz.
Grzegorz est un village de Pologne situé en Couïavie-Poméranie, dans le gmina (commune) de Grzegorz.
Plaque d'immatriculation: CCH.